# Velsen

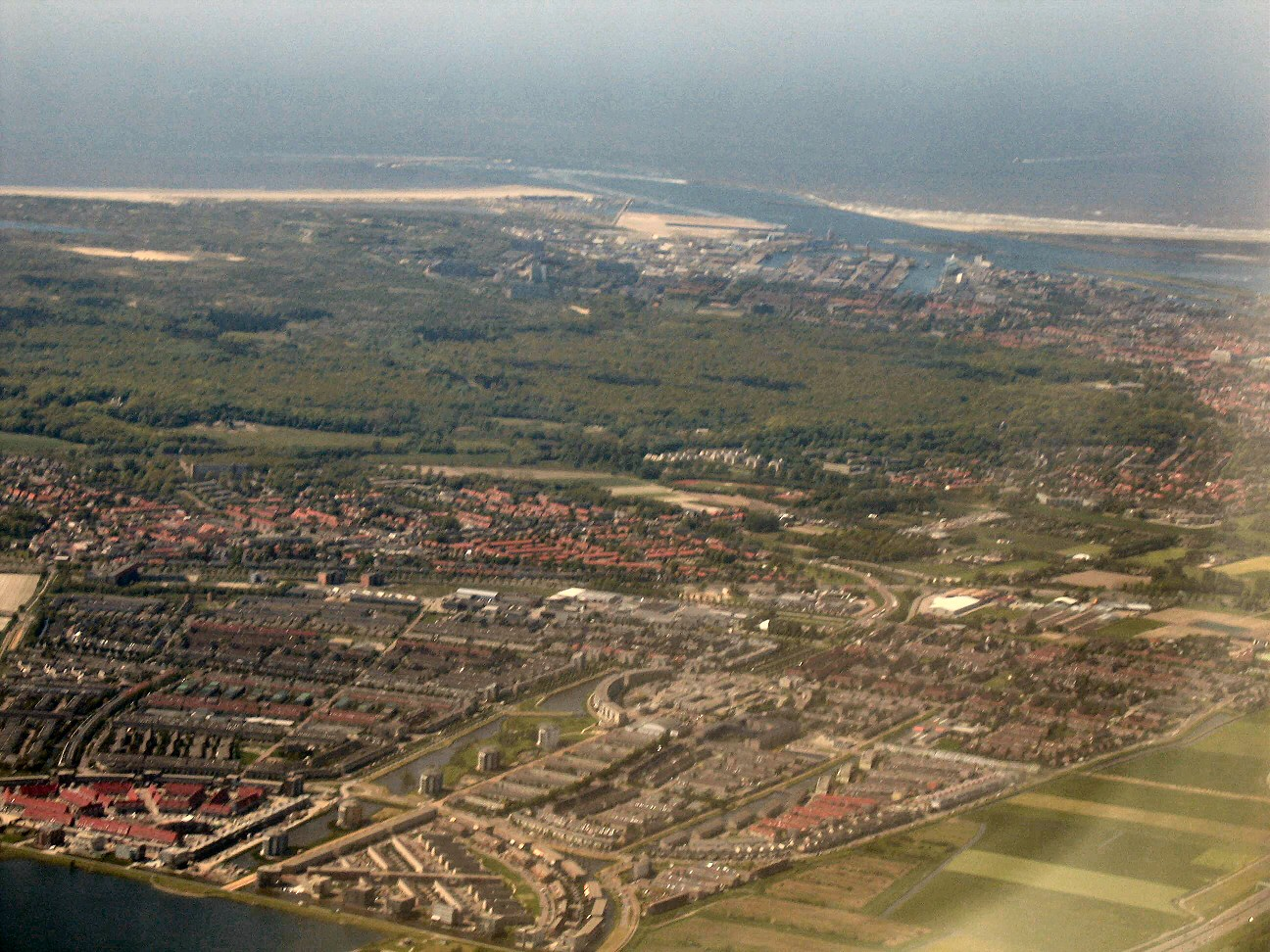
Velserbroek.

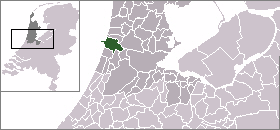
Velsen

Velsen är en kommun i provinsen Noord-Holland i Nederländerna. Kommunens totala area är 63,03 kvadratkilometer (varav 18,61 kvadratkilometer utgörs av vatten). Befolkningen uppgick per år 2004 till 67 642 invånare. Kommunens huvudort är Ĳmuiden.